# دولة (سردشت)
دولة هي قرية في مقاطعة سردشت، إيران. يقدر عدد سكانها بـ 82 نسمة بحسب إحصاء 2016.